# Marius Barroux
Pour les articles homonymes, voir Barroux.
Marius Barroux est un archiviste et historien français, né à Paris le 10 décembre 1862, et mort à Paris le 18 mars 1939.

## Biographie
Léon Marius Barroux est le fils d'Elphège Léon Barroux, attaché au cabinet du Préfet de la Seine, employé puis chef de bureau à la préfecture de la Seine, et de Mathilde Estelle Pruvost, modiste. Élève de l'École des chartes, il y obtient le diplôme d'archiviste paléographe en 1885 grâce à une thèse sur Jacques de Vitry, évêque d'Acre et historien de la cinquième croisade. Il suit des cours de l'École pratique des hautes études et obtient une licence ès lettres et une licence en droit.
Il  passe d'abord un an aux Archives nationales où il classe les papiers de Port-Royal et y découvre des actes inconnus relatifs à Pascal, puis est nommé aux Archives de la Seine le 1er février 1886.
Il y passe toute sa carrière en réorganisant progressivement ce service, d'abord comme archiviste adjoint, puis comme archiviste en chef à partir du 1er février 1906. Il prend sa retraite à la fin de 1928.
Il est un des membres fondateurs de la Société d'histoire de la pharmacie avec Eugène-Humbert Guitard, Ferdinand Brunot, Camille Bloch, Emmanuel Rodocanachi, et un des directeurs de la publication du Dictionnaire de biographie française.
Une allée dans le 19e arrondissement de Paris porte son nom.

### Famille
Marius Barroux s'est marié avec Lucie Candelot. De son mariage, il a eu :
- André Barroux (1896-1951)[3], archiviste paléographe,
- Robert Barroux (1899-1960)[4], archiviste paléographe,
- Maxime Barroux (1908-1969), élève de l'École polytechnique, ingénieur civil de l'École nationale supérieure des télécommunications, il a été ingénieur général des télécommunications[5].

## Publications
- L'accroissement des séries anciennes aux archives de la Seine de 1889 à 1896. État sommaire, Imprimerie de H. Bouillant, Saint-Denis, 1896 (lire en ligne)
- Les sources de l'ancien état civil parisien. Répertoire critique, Honoré Champion éditeur, Paris, 1898 (lire en ligne)
- avec Paul Dorveaux, Historique de la bibliothèque de l'École de pharmacie de Paris, suivi de l'Analyse du premier registre des archives de l'École de pharmacie, imprimerie Jacquin, Besançon, 1906
- Essai de bibliographie critique des généralités de l'histoire de Paris, Honoré Champion éditeur, Paris, 1908 (lire en ligne)
- avec Henri Lemoine, Archives du département de la Seine et de la ville de Paris. État par séries des documents antérieurs au mois de juin 1871, Desfossés, 1925 ; 42 p.
- Le département de la Seine et la ville de Paris. Notions générales et bibliographiques pour en étudier l'histoire, Imprimerie de J. Dumoulin, Paris, 1910 (lire en ligne)
- Chartes antérieures a Saint Louis, 1112-1224, Archives du Département de la Seine et de la Ville de Paris, 1929 ; 29 p.
- Les fêtes royales de Saint-Denis en mai 1389, Les Amis de Saint-Denys, 1936 ; 116 p.

## Distinctions
- Officier de l'Instruction publique
- Chevalier de la Légion d'honneur le 20 avril 1921[6].

## Hommage
Une voie du 19e arrondissement de Paris porte son nom : allée Marius-Barroux